# Ernestine Edgcumbe

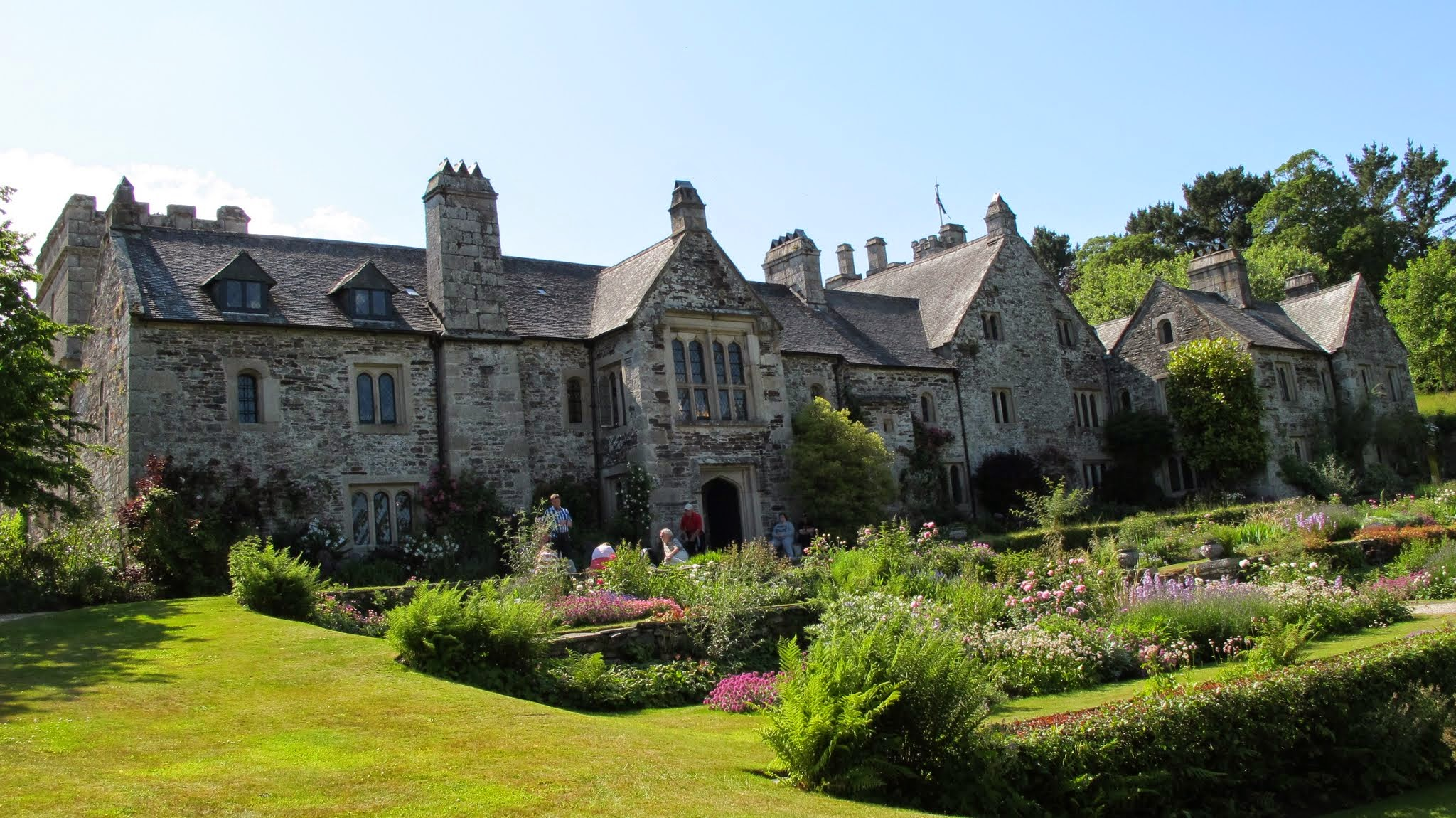
Der Ostflügel von Cotehele, den William Edgcumbe vor 1862 als Wohnsitz für seine Mutter und für seine Schwester Ernestine umbaute

Lady Ernestine Emma Horatia Edgcumbe (* 1843 in London; † 20. Mai 1925 in Tavistock) war eine britische Adlige.
Ernestine Edgcumbe entstammte der englischen Adelsfamilie Edgcumbe. Sie war die einzige Tochter von Ernest Edgcumbe, 3. Earl of Mount Edgcumbe und dessen Frau Caroline Edgcumbe. Ihr Vater starb 1861, worauf ihr Bruder William Edgcumbe den Familiensitz Mount Edgcumbe erbte. William ließ den Ostflügel des alten Familiensitzes Cotehele als Wohnsitz für seine Mutter sowie für die unverheiratete Ernestine umbauen, wohin sie 1862 zogen. Williams Frau Katherine Hamilton starb bereits 1874. Er heiratete zunächst nicht erneut. Ernestine lebte daraufhin wieder häufig auf Mount Edgcumbe, wo sie ihren Bruder bei der Erziehung seiner vier Kinder unterstützte. Dazu übernahm sie die Rolle der Gastgeberin, wenn ihr Bruder Besuch empfing. William hatte verschiedene hohe Hofämter übernommen, und Ernestine begleitete ihn oft bei offiziellen Anlässen nach London. Bereits 1866 war sie bei der Hochzeit von Helena, einer Tochter von Königin Victoria eine der Brautjungfern gewesen. Ihre Erlebnisse bei Hofe, aber auch von ihrem Leben in Cotehele schrieb sie in ein Tagebuch. Sie war zeitlebens an Seefahrt und Schiffen interessiert. 1888 veröffentlichte sie das Buch Four months' cruise in a sailing yacht über eine Seereise im Mittelmeer. Dazu verfasste sie die Beschreibung von Mount Edgcumbe in dem Buch More Famous Homes of Great Britain and Their Stories. Nach dem Tod ihrer Mutter 1881 wohnte Ernestine weiter in Cotehele, bis sie 1905 in das nahe gelegene Honeycombe Manor zog. Sie blieb unverheiratet und kinderlos.

## Werke
- Zusammen mit Lady Mary Susan Felicie Wood: Four months' cruise in a sailing yacht. With illustrations. London 1888.
- Mount Edgcumbe House. In: A. H. Malan: More Famous Homes of Great Britain and Their Stories. Pall Mall Magazine, London 1902.